# Krewe

Umzugswagen (float) der Mistick Krewe of Comus (New Orleans, 2011)

Eine krewe (ausgesprochen wie das englische „Crew“) ist eine soziale Organisation, die zur Karnevalssession eine Parade oder einen Ball veranstaltet. Der Begriff ist am bekanntesten für seine Verbindung mit den Karnevalsfeiern (Mardi Gras) in New Orleans, wird aber auch bei anderen Karnevalsfeiern am Golf von Mexiko verwendet, wie z. B. beim Gasparilla Pirate Festival in Tampa (Florida), Springtime Tallahassee, sowie in La Crosse (Wisconsin) und beim Saint Paul Winter Carnival in Saint Paul (Minnesota).
Man nimmt an, dass der Begriff im frühen 19. Jahrhundert von einer Organisation geprägt wurde, die sich Ye Mistick Krewe of Comus nannte, als eine archaische Affektiertheit; mit der Zeit wurde er zum gebräuchlichsten Begriff für eine New-Orleans-Karnevalsorganisation. Die Mistick Krewe of Comus selbst wurde von der Cowbellion de Rakin Society aus dem Jahr 1830 inspiriert, einer mystischen Gesellschaft (englisch mystic society), die jährliche Paraden in Mobile (Alabama) organisiert.

## Mitgliedschaft

Umzugswagen (float) der Krewe of Endymion (New Orleans, 2011)

Von Krewe-Mitgliedern werden Gebühren erhoben, um die Parade oder den Ball zu bezahlen. Die Gebühren können von Tausenden von Dollar pro Person und Jahr für die aufwändigsten Paraden bis hin zu nur 20 Dollar pro Jahr für kleinere Clubs reichen. Die Kriterien für die Mitgliedschaft in krewes variieren in ähnlicher Weise und reichen von exklusiven Organisationen, die weitgehend auf Verwandte früherer Mitglieder beschränkt sind, bis hin zu anderen Organisationen, die jedem offen stehen, der in der Lage ist, den Mitgliedsbeitrag zu zahlen. Krewes mit niedrigen Mitgliedsbeiträgen können von den Mitgliedern auch verlangen, dass sie beim Bau und der Dekoration der Paradewagen (englisch floats) und bei der Anfertigung ihrer eigenen Kostüme mithelfen; bei teureren Krewes werden dafür Fachleute engagiert. Die Mitglieder der Parade-krewe sind in der Regel dafür verantwortlich, ihre eigenen „Würfe“ (englisch throws) wie Perlen und Münzen zu kaufen, die nach der Tradition an die Paradezuschauer geworfen werden. Einige krewes haben auch andere Veranstaltungen das ganze Jahr über, wie z. B. private Tänze oder Partys für die Mitglieder. Einige legen auch Wert darauf, Wohltätigkeitsorganisationen und gute Zwecke zu unterstützen.
Manche krewes beschränken ihre Mitgliedschaft auf ein Geschlecht, während andere eine gemischte Mitgliedschaft zulassen. So sind zum Beispiel die Krewe of Endymion aus New Orleans und die Ye Mystic Krewe of Gasparilla aus Tampa derzeit nur auf Männer beschränkt. Beispiele für ausschließlich weibliche krewes sind die Krewe of Cleopatra aus New Orleans und die Krewe of Muses aus New Orleans sowie die Krewe of Venus aus Tampa.

### Old Line
Die ersten krewes, die während des Karnevals eine Parade veranstalteten, werden als „Old Line Krewes“ bezeichnet. Dazu gehört die Mistick Krewe of Comus, die Krewe of Proteus, Rex, Twelfth Night Revelers und die Knights of Momus.

### Super Krewe
Es gibt zwar keine offizielle Definition für „Super Krewe“, aber es ist allgemein anerkannt, dass eine Super Krewe über 1.000 aktive beitragszahlende Mitglieder verfügt und mindestens 500 Fahrer pro Karneval für ihren Umzug führt.